# Hanne Kvist
Hanne Kvist (født 20. maj 1961 i Skjern) er en dansk forfatter, grafisk designer og illustrator. Hun er særlig kendt for flere bøger for børn og unge. Hanne Kvist blev uddannet som grafisk designer ved den Grafiske Højskole i 1983. Hun har modtaget flere litterære priser for sit arbejde, blandt andet Danmarks Skolebibliotekarers Børnebogspris i 2005.

## Bogudgivelser

### Børnebøger
- 1995: Alle tiders rejse. Historien om den længste dag i Oskars og Alvildas liv – billedbog skrevet sammen med Ida Toldbod, tegninger af Hanne Kvist, udgivet på forlaget Gyldendal
- 1996: Der er krummer i bager Svendsen – billedbog sammen med Ida Toldbod, tegninger af Hanne Kvist, udgivet på forlaget Gyldendal
- 1999: Drengen med sølvhjelmen – roman med vignetter af forfatteren, udgivet på forlaget Forum
- 2000: Fandens fødselsdag – billedbog med illustrationer af forfatteren
- 2001: Hund i himlen – roman med tegninger af forfatteren
- 2004: Hr. Lykke : kaos og kærlighed i hr. Lykkes kitteludlejning – roman med illustrationer af Lilian Brøgger
- 2004: Osvald og gåden om ketchup – billedbog med illustrationer af Rasmus Bregnhøi
- 2004: Jeg er Frede (men det er ikke altid det de andre kalder mig) – billedroman med illustrationer af Cato Thau-Jensen
- 2005: Lille Nø – billedbog med illustrationer af Hanne Bartholin
- 2006: Fis & fakta om fordøjelsen – faktabog sammen med Ida Toldbod
- 2007: Hvis.Du.Ser.Noget.Sig.Noget – roman sammen med Martin Glaz Serup
- 2007: Os to uden sutsko – billedbog med illustrationer af forfatteren
- 2011: Drengen med sølvhjelmen
- 2011: Det snakker vi ikke om - voksenroman
- 2011: Ørkenland - roman
- 2014: Charterferie - billedbog med illustrationer af Cato Thau-Jensen.
- 2016: Dyr med pels - og uden

### Illustrationer i billedbøger for børn
- 1998: Louis Jensen: Hendes Kongelige Højhed Museprinsessen
- 1999: Mats Letén: Historien om Elmer og Elvira – Gyldendal